# Xeropigo smedigari
Xeropigo smedigari är en spindelart som först beskrevs av Lodovico di Caporiacco 1955.  Xeropigo smedigari ingår i släktet Xeropigo och familjen flinkspindlar. Inga underarter finns listade i Catalogue of Life.